# اوسولا کناب
اوسولا کناب (آلمانی: Ursula Knab; ۲۲ نوامبر ۱۹۲۹ – ۲۳ مهٔ ۱۹۸۹) دونده سرعت زن اهل آلمان بود.